# هلوهوویتسه
هلوهوویتسه (به چکی: Hlohovice) یک منطقهٔ مسکونی در جمهوری چک است که در ناحیه روکیتسانی واقع شده‌است. هلوهوویتسه ۱۸٫۱۱ کیلومتر مربع مساحت و ۳۱۸ نفر جمعیت دارد و ۴۳۲ متر بالاتر از سطح دریا واقع شده‌است.